# ヴァーリン

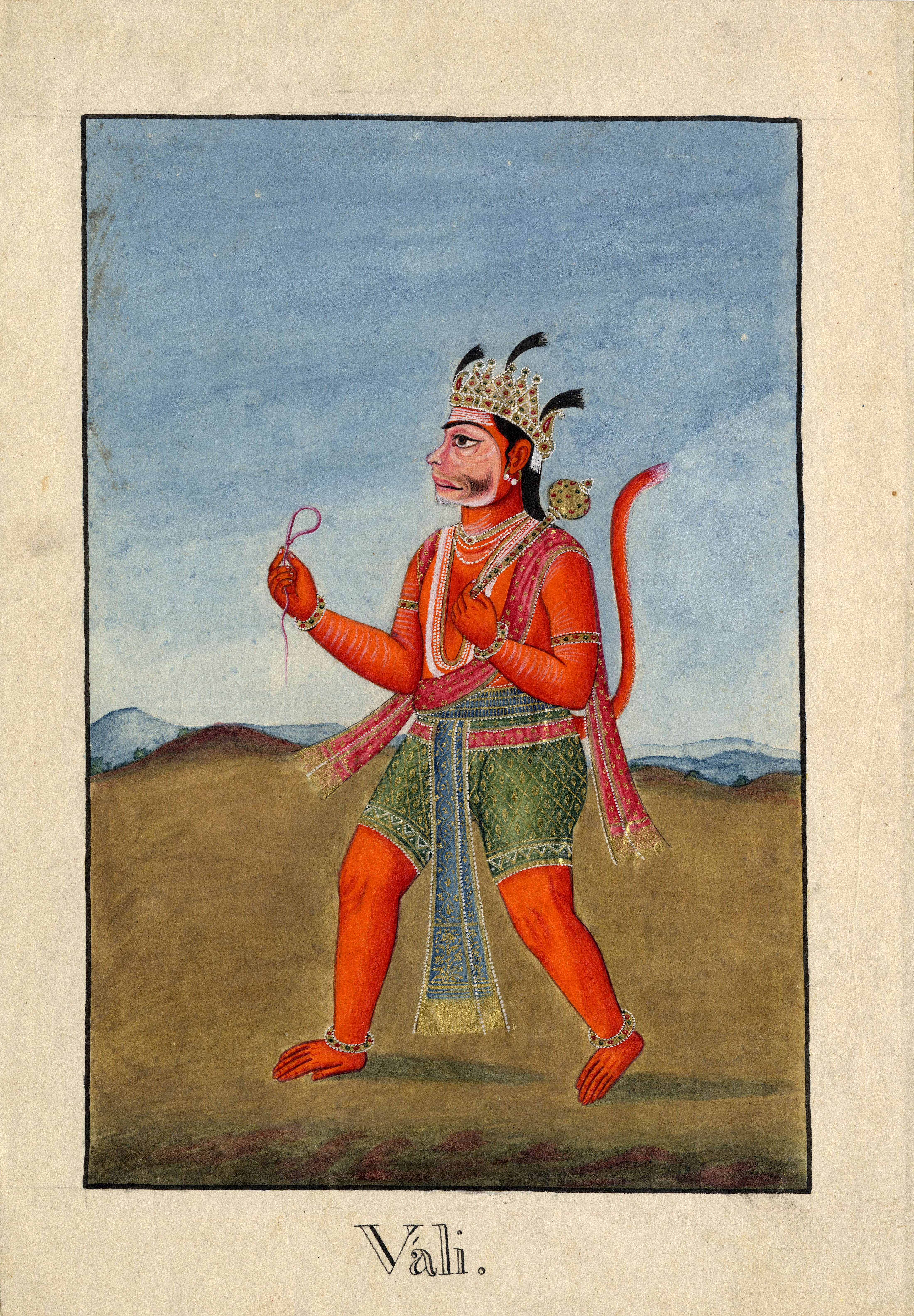
ヴァーリン、ラーマ王子に殺された猿の王

ヴァーリン（Vālin, 梵: वालि）は、インドの叙事詩『ラーマーヤナ』に登場するヴァナラ（猿）の王。ヴァリ、バリともいう。インドラ神が猿王リクシャラージャの妃との間に生んだ子で、スグリーヴァと兄弟。スシェーナの娘ターラーを妃とし、アンガダをもうけた。短気で怒りっぽく、疑り深い性格。言動はきわめて粗野。ヴァナラの都キシュキンダーを支配し、ラークシャサの王ラーヴァナと同盟を結ぶ。スグリーヴァと対立し、後にラーマによって殺された。

## ラーマーヤナ

### 呪い
かつてヴァーリンは、アスラのドゥンドゥビと対立したことがあった。両者は格闘して、ヴァーリンが勝利し、ドゥンドゥビの死体を遠方に投げ捨てた。死体はリシュヤムーカ山の方に飛んで行ったが、死体から流れ出た血が聖仙マータンガの庵を汚した。怒ったマータンガはヨガの力で、ヴァーリンの仕業であると知り、庵のあるリシュヤムーカに踏み込むと死ぬという呪いをヴァーリンにかけた。

### 不和
さらにヴァーリンは女をめぐってドゥンドゥビの子マーヤーヴィンと争った。マーヤーヴィンはキシュキンダーにやって来てヴァーリンに挑戦したが、戦わずして逃げた。ヴァーリンとスグリーヴァはその後を追って、マーヤーヴィンの逃げ込んだ洞窟の入口までやって来て、ヴァーリンはスグリーヴァに洞窟の見張りをさせ、単身洞窟の中に入った。洞窟内は入り組んでいて、敵を探すうちに1年が経ってしまい、ようやく見つけたアスラを滅ぼした。しかし入口まで戻ってくると、塞がっていて出ることができなかった。スグリーヴァはヴァーリンが死んだと勘違いして入口を塞いだのだった。そしてスグリーヴァが都に戻ってくると、重臣たちによって王にされた。出口を発見して戻ってきたヴァーリンはスグリーヴァが王となっていることに激怒した。ヴァーリンはスグリーヴァの言葉を信じず、自分を陥れて王になろうとしたと疑い、スグリーヴァを追放して、その妃ルーマーを奪い、さらに追手を放った。スグリーヴァは世界を放浪した後、リシュヤムーカに逃げ込んだ。

### 死
後にヴァーリンは、ラーマ王子の援助を受けたスグリーヴァの挑戦を受けた。ヴァーリンはスグリーヴァを打ち負かしたが、近くに潜んでいたラーマの放った矢によって射殺された。死の間際、ヴァーリンはあらゆる猜疑心から解放されて死んだ。